# Elijah Babbitt

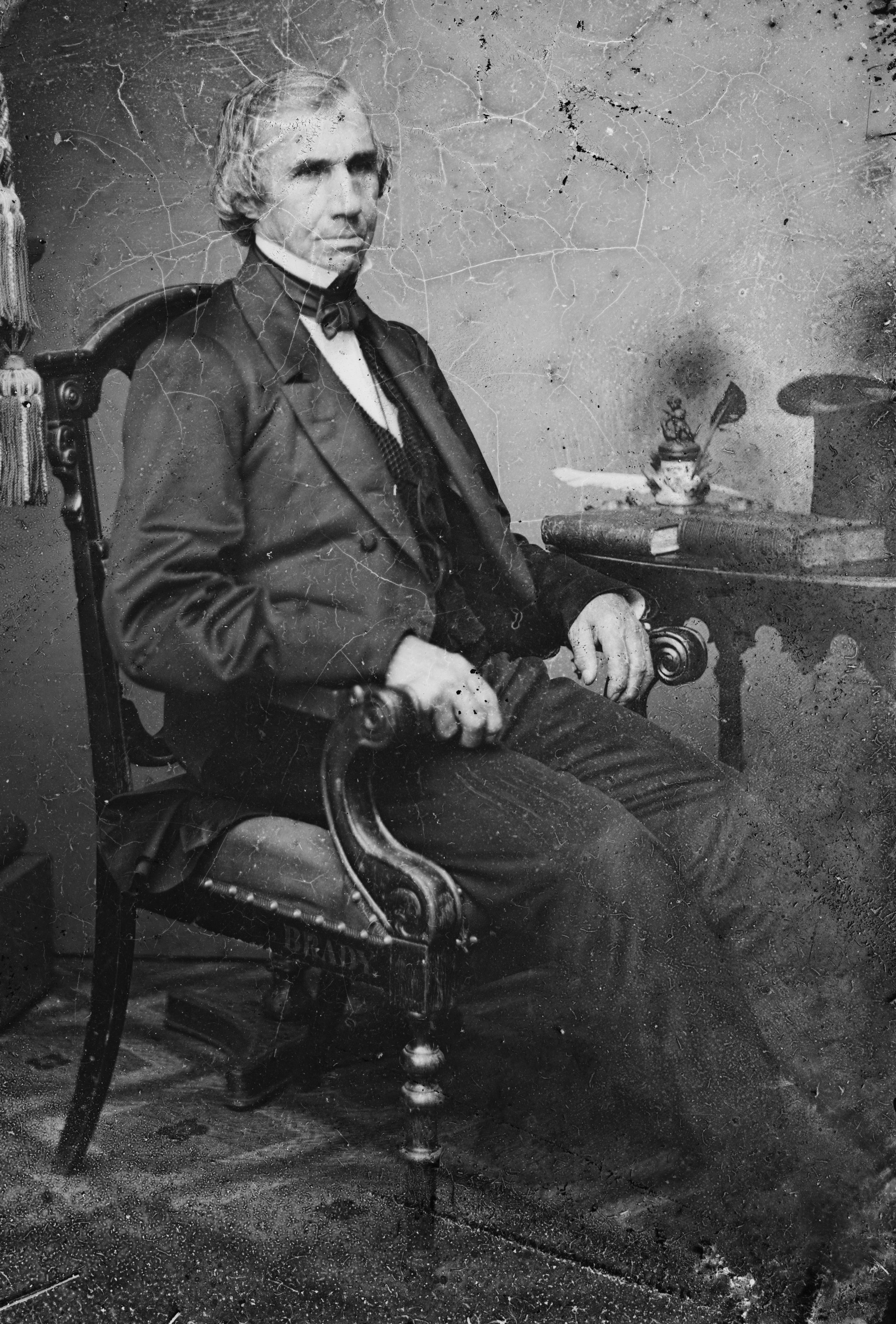
Elijah Babbitt

Elijah Babbitt (* 29. Juli 1795 in Providence, Rhode Island; † 9. Januar 1887 in Erie, Pennsylvania) war ein US-amerikanischer Politiker. Zwischen 1859 und 1863 vertrat er den Bundesstaat Pennsylvania im US-Repräsentantenhaus.

## Werdegang
Im Jahr 1805 zog Elijah Babbitt mit seinen Eltern in den Staat New York, wo er eine akademische Ausbildung erhielt. 1816 ließ er sich in Milton (Pennsylvania) nieder; nach einem Jurastudium und seiner 1824 erfolgten Zulassung als Rechtsanwalt begann er dort in diesem Beruf zu arbeiten. Im Jahr 1826 verlegte er seinen Wohnsitz und seine Anwaltskanzlei nach Erie. Dort wurde er auch juristischer Vertreter der Stadt. Im Jahr 1833 wurde er Bezirksstaatsanwalt im Erie County; zwischen 1834 und 1835 fungierte er als stellvertretender Attorney General seines Staates. Gleichzeitig schlug er eine politische Laufbahn ein. In den Jahren 1836 und 1837 war er Abgeordneter im Repräsentantenhaus von Pennsylvania; von 1843 bis 1846 gehörte er dem Staatssenat an. In den 1850er Jahren schloss er sich der damals gegründeten Republikanischen Partei an.
Bei den Kongresswahlen des Jahres 1858 wurde Babbitt im 25. Wahlbezirk von Pennsylvania in das US-Repräsentantenhaus in Washington, D.C. gewählt, wo er am 4. März 1859 die Nachfolge von John Dick antrat. Nach einer Wiederwahl konnte er bis zum 3. März 1863 zwei Legislaturperioden im Kongress absolvieren. Diese waren von den Ereignissen im unmittelbaren Vorfeld des Bürgerkrieges und ab 1861 vom Krieg selbst geprägt.
Im Jahr 1862 verzichtete Elijah Babbitt auf eine weitere Kandidatur. Nach dem Ende seiner Zeit im US-Repräsentantenhaus praktizierte er wieder als Anwalt. Er starb am 9. Januar 1887 im Alter von 91 Jahren in Erie, wo er auch beigesetzt wurde.